# Nogueirapis butteli
Nogueirapis butteli är en biart som först beskrevs av Heinrich Friese 1900.  Nogueirapis butteli ingår i släktet Nogueirapis och familjen långtungebin. Inga underarter finns listade i Catalogue of Life.